# Вакуумний баштовий телескоп
Вакуумний баштовий телескоп (англ. Vacuum Tower Telescope) — сонячний телескоп з вакуумною оптикою, розташований в Обсерваторії Тейде на Тенерифе на Канарських островах. Телескопом керує Інститут Кіпенгоєра з німецького Фрайбурга.
Телескоп збудували між 1983 і 1986 роками, а перше світло він побачив 1988 року. Він має головне дзеркало діаметром 70 см та фокусну відстань 46 м. Завдяки адаптивній оптичній системі KAOS (англ. Kiepenheuer-institute Adaptive Optic System, система адаптивної оптики Інститут Кіпенгоєра Інституту Кіпенгоєра), яка працює з весни 2000 року, телескоп здатний розрізняти на поверхні Сонця деталі до 0,2 кутових секунд (150 км).

## Опис

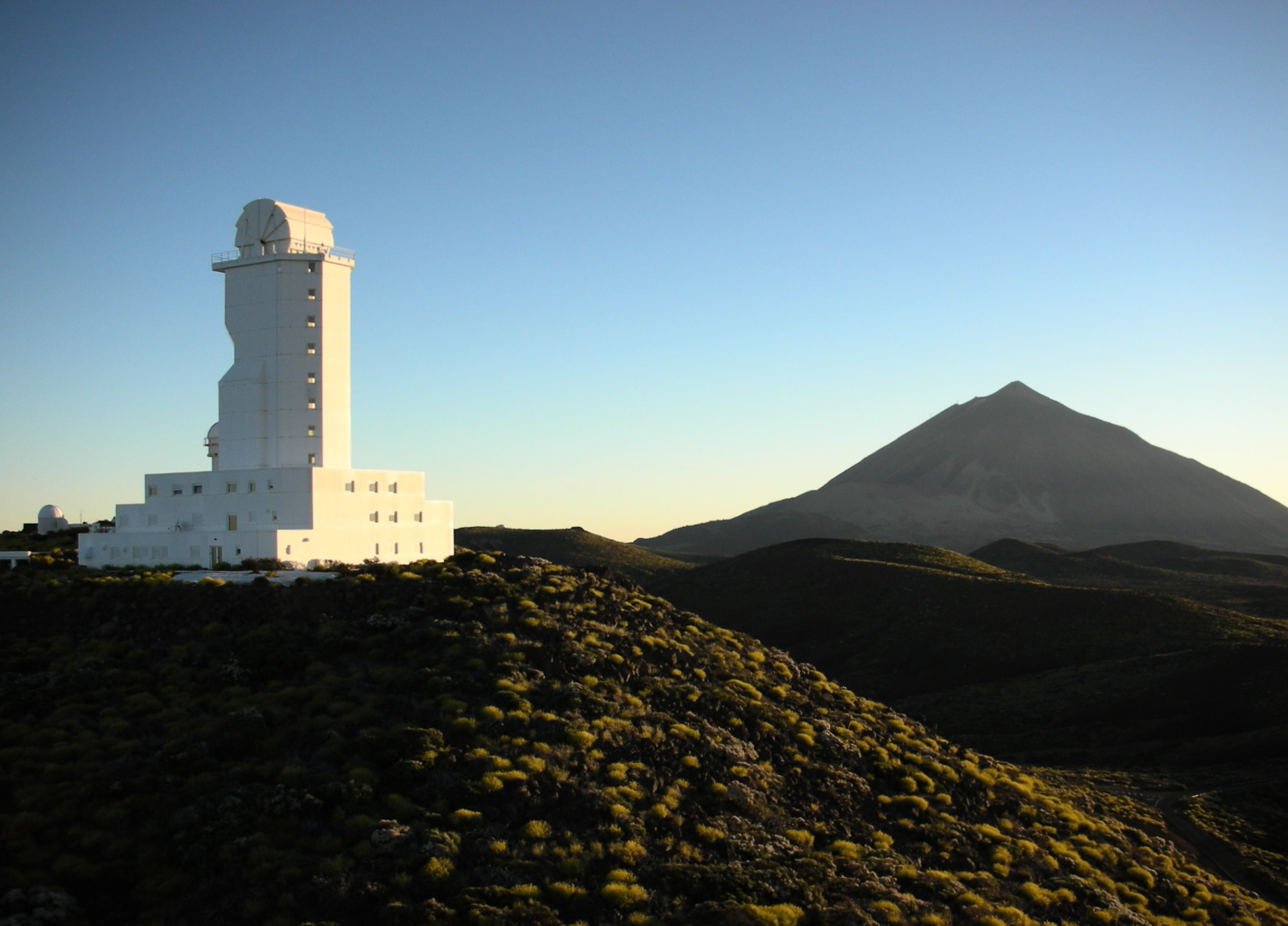
Загальний вигляд Вакуумного баштового телескопа

Вакуумним баштовим телескопом і сусіднім телескопом GREGOR управляють чотири німецькі установи: Потсдамський астрофізичний інститут Лейбніца, Інститут Кіпенгоєра (Фрайбург), Інститут дослідження Сонячної системи Макса Планка (Геттінген) і Геттінгенська обсерваторія. Телескоп використовують для наукових спостережень з середини квітня до середини грудня. Зазвичай щороку проводять від 30 до 40 спостережних кампаній.

## Історія
На початку 1970-х років в Обсерваторії Тейде встановили 40-сантиметровий телескоп Ньютона, побудований в Інституті Кіпенгоєра. У 1982 році Німеччина приєдналася до міжнародної Угоди про співробітництво в астрофізичних дослідженнях між Іспанією, Великою Британією, Швецією та Данією. Будівельні роботи для німецьких сонячних телескопів, включаючи Вакуумний баштовий телескоп та телескоп Грегорі-Куде Обсерваторії Геттінгенського університету (GCT), розпочалися в 1983 році. Вакуумний баштовий телескоп розробили в Інституті Кіпенгоєра у Фрайбурзі в середині 1970-х років. Телескоп встановили 1986 року, а наукові роботи розпочалися 1988 року. Відтоді Вакуумний баштовий телескоп постійно вдосконалювали. GCT почав роботу в 1985 році, а 2002 року його демонтували, щоб звільнити місце для нового 1,5-метрового телескопа GREGOR.

## Результати

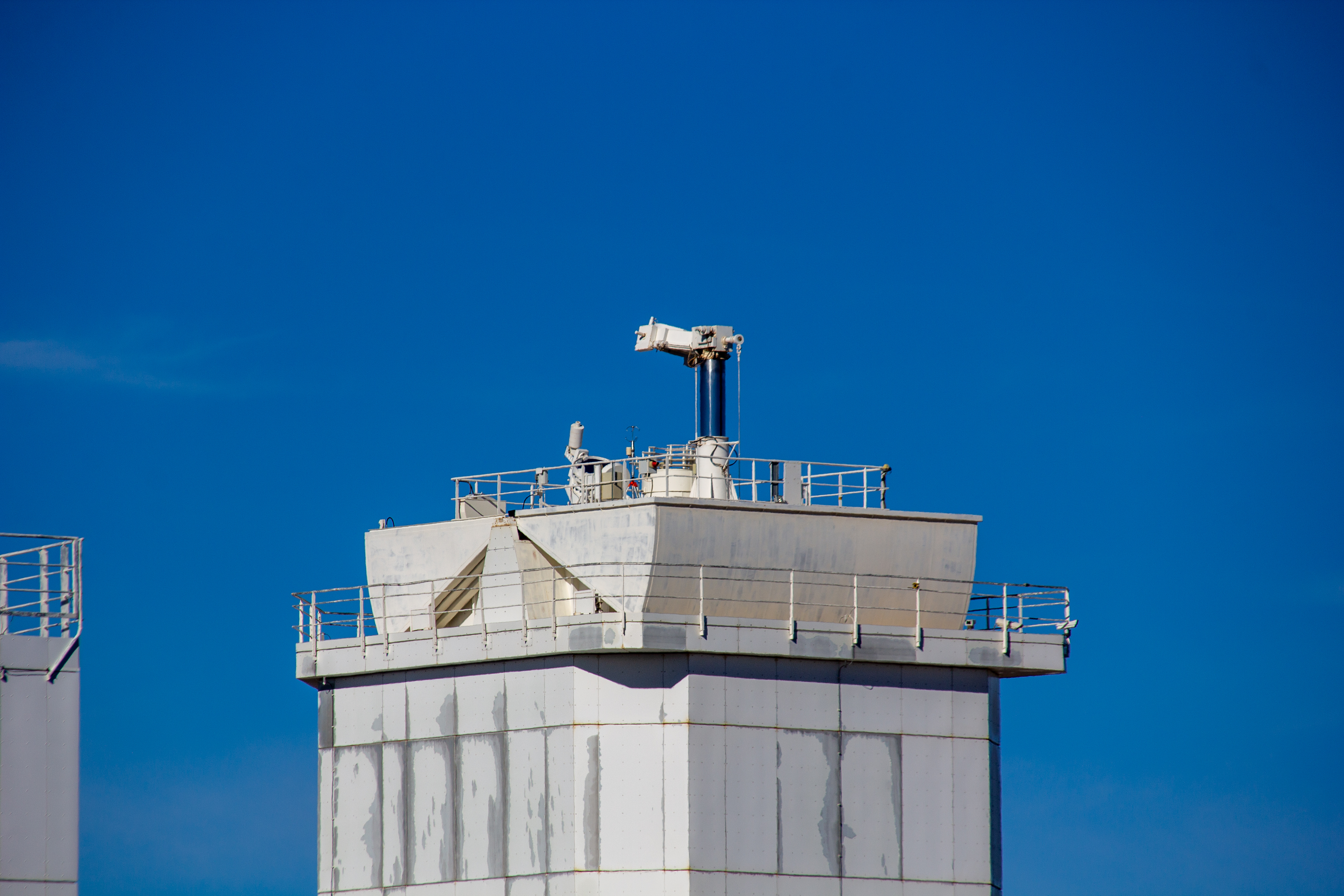
Вакуумний баштовий телескоп зблизька

Прилади Вакуумного баштового телескопа призначені для високоякісних вимірювань потоків плазми та магнітних полів на Сонці. Деякі прилади можна комбінувати для одночасних спостережень у різних частинах сонячного спектру, від ближнього інфрачервоного до ближнього ультрафіолетового діапазону. Ця можливість дозволяє телескопові досліджувати тривимірну структуру сонячної атмосфери. За допомогою адаптивної оптики та відповідних методів реконструкції зображень тепер можливо спостерігати фізичні властивості дрібномасштабних об'єктів на поверхні Сонця розміром лише 150 км, на теоретичній межі можливостей телескопа.